# Остеохондрома
Остеохондрома — доброякісна пухлина, за зовнішнім виглядом подібна до остеоми, де чітко обмежені ділянки просвітлення чергуються з зонами затемнення та вкрапленнями вапна, також, як і хондроми, частіше візуалізуються у гайморових пазухах. Також висока ймовірність малігнізації, симптоми якої наведені вище.